# Pölkenstraße 28 (Quedlinburg)

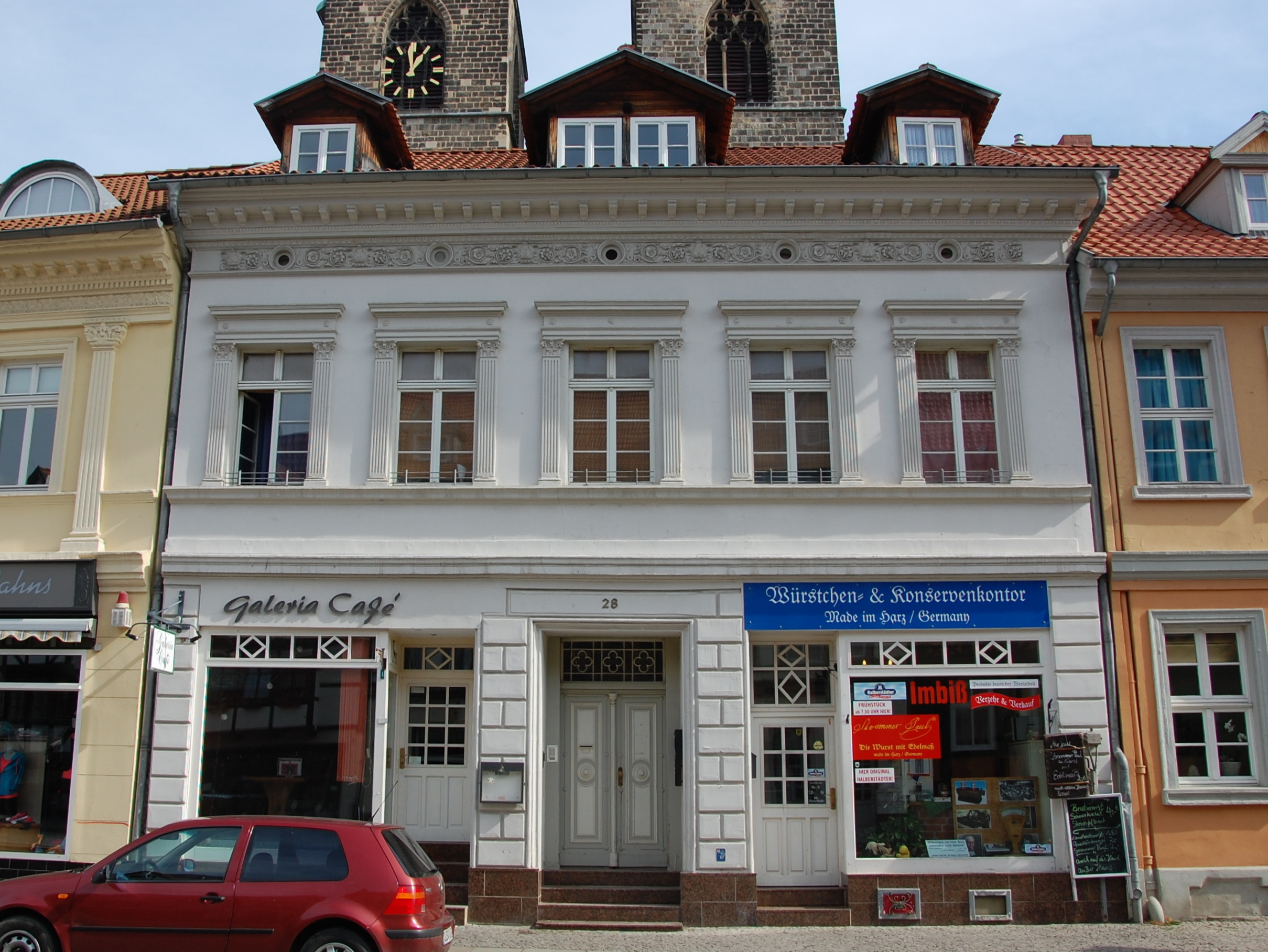
Haus Pölkenstraße 28

Das Haus Pölkenstraße 28 ist ein denkmalgeschütztes Gebäude in der Stadt Quedlinburg in Sachsen-Anhalt.

## Lage
Es befindet sich in der historischen Quedlinburger Neustadt auf der Ostseite der Pölkenstraße und ist im Quedlinburger Denkmalverzeichnis als Wohnhaus eingetragen. Nördlich grenzt das gleichfalls denkmalgeschützte Haus Pölkenstraße 27, südlich das Haus Pölkenstraße 29 an.

## Architektur und Geschichte
Die Fassade des in massiver Bauweise errichteten zweigeschossigen Hauses ist im Stil des Spätklassizismus gestaltet. In der Zeit um das Jahr 1910 wurde das Erdgeschoss umgebaut und zwei Ladengeschäfte eingefügt.